# 能高清水溪
清水溪又名能高清水溪（太魯閣語：:82），為台灣東部花蓮溪水系最北支流木瓜溪的最遠源流，流經行政區花蓮縣秀林鄉文蘭村、銅門村。清水溪發源於中央山脈主脊能高山最高峰能高南峰東南坡向東流下，其流域南側由主脊自能高山南段的知亞干山（光頭山）向東分出往牡丹山的大支脈，與南側花蓮溪支流知亞干溪（恰堪溪）流域分隔，牡丹山支脈為太魯閣族創生傳說起源聖石牡丹岩（Pusu Btunux）所在，故族人將此溪冠以聖石名稱。流域北側由能高南峰向東往巴沙灣山分出的支脈，與北側溪名為木瓜溪的本流相隔。清水溪將流出山區之前納入右股支流清流溪，續流約2.5公里，在銅門部落上游約2.5公里處以右股與溪名為木瓜溪的本流匯合，溪長約有40公里，特色為大理石組成的河床，溪水呈現翠綠色。
清水溪曾一度遭人為破壞，台灣政府為避免惡化，將其全線封閉，禁止漁獵等休閒活動。2005年4月，清水溪部分路段規劃成慕谷慕魚生態廊道，並解除此路段的禁漁封溪限制。惟進入此2公里路段，仍需辦理乙種入山證。

## 發電廠
日治時期在清水溪設有「清水第一發電所」、支流清流溪設有「清水第二發電所」，即後來的「清水發電廠」、「清流發電廠」。